# Mawé-Sateré
Mawé-Sateré, porodica Tupian jezika čiji je jedini član jezik plemena Maué ili Mawé s rijeka Andirá i Maués u brazilskim državama Pará i Amazonas. 
Prema SIL-u ima ih oko 9.000 u 14 sela. Jezik se naziva sateré-mawé, a ostali nazivi su mu: maué, mawé, mabue, maragua, sataré, andira i arapium.

## Vanjske poveznice
- Ethnologue (14th)  Arhivirana inačica izvorne stranice od 5. ožujka 2016. (Wayback Machine)
- Ethnologue (15th)